# Strażnica WOP Krościenko
Strażnica WOP Krościenko – podstawowy pododdział graniczny Wojsk Ochrony Pogranicza.

## Formowanie i zmiany organizacyjne
Od 15 marca 1954 wprowadzono nową numerację strażnic. Strażnica III kategorii otrzymała numer 162
W 1964 roku w Krościenku stacjonowała placówka WOP nr 2 26 Przemyskiego Oddziału Wojsk Ochrony Pogranicza.
W 1976 roku odtwarzano brygady na granicy ze Związkiem Radzieckim. Na bazie 26 Przemyskiego Oddziału WOP sformowano Bieszczadzką Brygadę WOP. W jej strukturach, na bazie placówki WOP Krościenko zorganizowano strażnicę WOP Krościenko.